# Il blindato dell'amore
Il blindato dell'amore (The Pickup) è un film del 2025 diretto da Tim Story.

## Trama
Un normalissimo ritiro di denaro prende una piega totalmente inaspettata quando due portavalori vengono assaliti da dei criminali capitanati dalla mente del gruppo Zoe e che non mirano solamente ai soldi.

## Distribuzione
Il 9 giugno 2025 viene diffuso il trailer il film. Il film è stato distribuito sulla piattaforma Amazon Prime Video il 6 agosto 2025.

## Accoglienza
Il film ha ricevuto un indice di gradimento del 28% su 53 recensioni su Rotten Tomatoes, mentre su Metacritic ha ricevuto un voto medio di 38 su 100.